# Hauptpost (Potsdam)

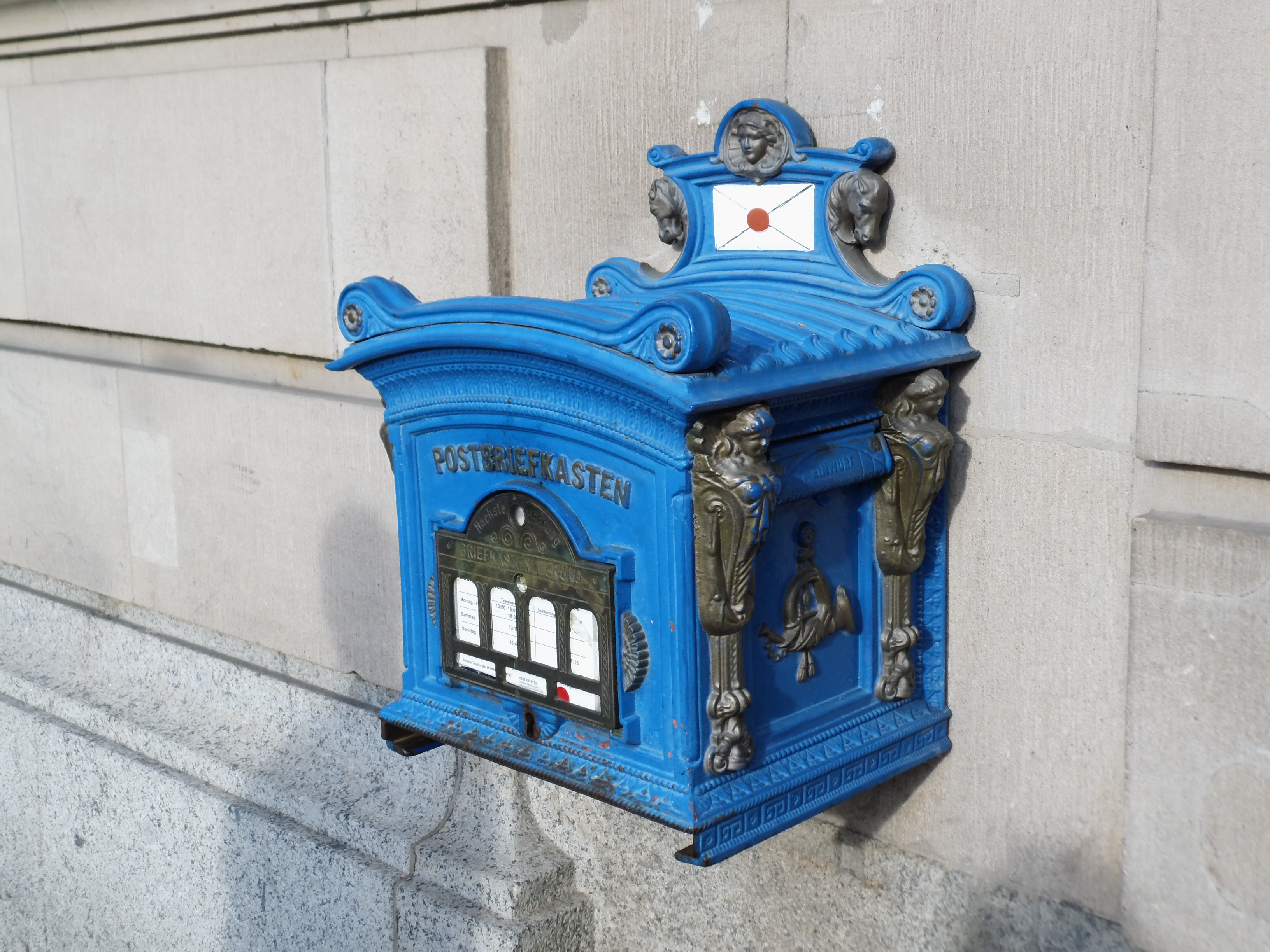
Historischer Briefkasten an der Hauptpost in Potsdam

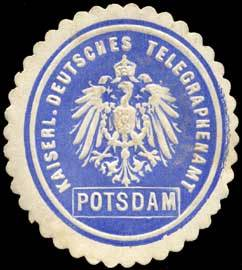
Siegelmarke Telegraphenamt Potsdam, um 1910

Das denkmalgeschützte Gebäude der Potsdamer Hauptpost, früher auch „Neue Post“ genannt, steht in der Potsdamer Innenstadt, in der Straße Am Kanal Nummer 16 bis 18, am Platz der Einheit. Es steht mit dem Rücken zum Französischen Quartier bis zur Französischen Straße sowie zum Haus an der Stelle der ehemaligen Alten Synagoge. Seit der Fertigstellung 1900 war sie auch als Verwaltungseinheit Oberpostdirektion.

## Geschichte
Das erste Postgebäude, die Alte Post, wurde in den Jahren von 1783 bis 1784 auf der gegenüber liegenden Seite vom späteren Platz der Einheit in der Friedrich-Ebert-Straße gebaut. Mit der Neuordnung des Preußischen Postwesens wurde seit 1850 die Struktur einer Oberpostdirektion eingeführt.
Im Jahr 1893 begann das Technische Baubüro des Reichspostamts unter Leitung des Post-Baurat Ernst Hake mit den Planungen für ein Postamt in neobarockem Stil mit drei Eckkuppeln. Die Bauarbeiten am damaligen Wilhelmsplatz, dem heutigen Platz der Einheit, leitete Baumeister Siecke. Seine Arbeiter rammten wegen des sumpfigen Bodens bis zu 12 Meter lange Pfähle in die Erde, auf die sie eine dicke Betonbodenplatte legten. Die „Neue Post“, welche am 10. März 1900 durch Kaiser Wilhelm II. von Preußen persönlich eingeweiht wurde, war ein Gebäude in dem damals über 300 Personen für die Oberpostdirektion und das Post- und Telegrafenamt arbeiteten. Der im neobarocken Stil errichtete Bau besaß Seitentürme und eine Kuppel, welche den Haupteingang krönte. Im Jahr 1936 wurden die Kuppel und die Türme zurückgebaut. Während des Zweiten Weltkriegs wurde die RPD Potsdam 1943 aufgelöst und an Berlin übergeben. Bei der Bombardierung am 14. April 1945 wurde der gesamte Komplex stark beschädigt. Anfang der 1950er Jahre wurde das Gebäude wiederhergerichtet und seitdem wieder als Hauptpost der Stadt genutzt. Mit Wirkung vom 1. Januar 1953 wurden in der DDR die bisherigen Oberpostdirektionen aufgelöst und an ihre Stelle traten in den Bezirksstädten so auch im Hauptpostamt Potsdam die Bezirksdirektion für Post- und Fernmeldewesen.

## Architektur
Dreigeschossiger sandsteinverkleideter Gebäudekomplex mit großem
Innenhof. Der reiche neubarocke Dekor – zumal der ehemals zum Stadtkanal weisenden
Hauptfassade mit klassischem Säulenportikus – paraphrasiert und
monumentalisiert das Formenrepertoire Potsdamer Baukunst des späten 18. Jahrhunderts (wie Brocksches Haus, Yorckstr. 19/20). Die Kuppeln über den Risaliten wurden 1936 abgetragen, der Giebelschmuck nach Kriegsbeschädigung zum Teil reduziert.